# 哈皮瓦利 (新墨西哥州)
哈皮瓦利（英語：Happy Valley）是位於美國新墨西哥州埃迪縣的普查規定居民點。

## 人口
根據2020年美國人口普查的數據，哈皮瓦利的面積為5.56平方千米，皆為陸地。當地共有人口617人，而人口密度為每平方千米110.97人。